# 納德謝巴 (杜拜)
納德謝巴（阿拉伯语：‎）位于阿拉伯联合酋长国杜拜迪拜灣南部，以該處的納德謝巴賽馬場而闻名，该赛马场每年都会举办杜拜世界杯，直到2009年。 

## 人口
納德謝巴與其他社區不同，該市的人口只有680人。其人口有限，這使居民可輕易地享受到社區服務。

## 社區建設
納德謝巴由四个子社区组成：
- 纳德谢巴1區（為最大的區域，包含著名的住宅區）
- 纳德谢巴2區（被認為是最安靜的區域之一，包含許多別墅）
- 纳德谢巴3區（教育區域）
- 纳德谢巴4區（包含許多適合家庭的住房服務）

该市房屋由Nakheel Properties建造。房屋包括1500多座地中海風和摩洛哥风的别墅，每間別墅內有4至5间卧室。 
社区设施包括一条五公里的自行车和跑道、社区会所、餐厅、体育中心、游泳池和健身房。此外，該市亦興建购物中心。
赛马场位于纳德谢巴1區，而杜拜千禧等赛马的马厩則位于纳德谢巴2區。哈姆丹·本·穆罕默德·本·拉希德·阿勒馬克圖姆的納德謝巴宫殿亦位于納德謝巴1區。 